# Округ Оринџ (Флорида)
Оринџ (енгл. Orange County) је округ у америчкој савезној држави Флорида. По попису из 2010. године број становника је 1.145.956.

## Демографија
Према попису становништва из 2010. у округу је живело 1.145.956 становника, што је 249.612 (27,8%) становника више него 2000. године.
| Група             | 2000.           | 2010.           |
| Белци             | 515.701 (57,5%) | 526.754 (46,0%) |
| Афроамериканци    | 162.899 (18,2%) | 238.241 (20,8%) |
| Азијати           | 30.033 (3,4%)   | 56.581 (4,9%)   |
| Хиспаноамериканци | 168.361 (18,8%) | 308.244 (26,9%) |
| Укупно            | 896.344         | 1.145.956       |